# 若月俊一
若月 俊一（わかつき としかず、1910年6月26日 - 2006年8月22日）は、長野県佐久市にある佐久総合病院を育て、農村医療を確立した医師（外科医）。
『若月俊一著作集』『村で病気とたたかう』など著書多数。日本農村医学会の創立者。国際農村医学会名誉会長。1982年勲二等旭日重光章受章。

## 経歴
東京市神田区（現：東京都千代田区）出身。神田の洋品店を営む若月幸作、あき夫婦の次男として誕生。関東大震災による火災で家を焼失、無一文となる。そのころ約3ヶ月肋膜炎で入院した経験から医療へ関心をもった。府立一中、松本高理科乙類卒業後、東京帝国大学医学部へ進学。東京帝大同期に、榊原仟、近藤宏二、津川武一などがいる。
文学や哲学に興味を持ち、マルクス主義に傾倒して職業革命家を目指した時期もあり、共産党からの入党の勧誘があったが直前で転向した。1936年大学卒業。東京帝国大学分院外科、大槻菊男教授（退官後初代虎の門病院院長に就任）の主宰する医局へ入局。戦中は衛生部の一兵卒として満洲国（チチハル）へ出征した。また、工場での労働災害の研究活動を理由に、1944年1月、治安維持法に抵触したとして検挙され、目白の拘置所に1年間抑留された。
大槻教授のすすめで1945年3月に長野県南佐久郡臼田町（現：佐久市）の佐久病院に赴任。戦後、労働組合を結成して委員長となり、1946年10月には「全従業員の投票」により院長に就任した。

## 地域医療の実践
「農民とともに」の精神で地域住民の中に積極的に入り込み、無医村への出張診療など住民と一体となった運動としての医療実践に取り組む。また外科医として先駆的な脊椎カリエスの手術などもおこない精力的に発表した。
「予防は治療に勝る」との考えのもと自ら脚本を書いた演劇などをセットにした出張診療をおこない衛生活動の啓発に努めた。特に八千穂村では現在の健康診断のモデルとなった全村一斉健診を早くから行った。農民の生活に密着したフィールドワークや研究をおこない、気づかず型、がまん型の潜在疾病の概念を確立し、日本のみならずアジア諸国の農村医療のモデルとなっている。医療の民主化をめざし、約半世紀にわたり地域での医療実践に尽くした。
また、高度経済成長の流れの中で佐久総合病院の維持、拡大につとめた。誇りとシンパシーをもって農村部で働くことのできる医師を養成すべく農村医科大学の設立を目指した。
1976年には農村医療に尽くした功績により「アジアのノーベル賞」と呼ばれるマグサイサイ賞社会指導者部門で受賞している。他に、朝日社会福祉賞も受賞。著書『村で病気とたたかう』（1971年刊岩波新書）は地域医療を志す人間のバイブル的存在である。
2006年8月22日午前5時5分、肺炎のため、入院先の佐久総合病院で死去。享年96。

## 著書
- 『信州の風の色 地域農民とともに50年』旬報社、2010年。ISBN 4845111845
- 『若月俊一の遺言―農村医療の原点』家の光協会、2007年 ISBN 4259547070
- 『村で病気とたたかう』岩波新書、2002年。ISBN 4004150132
- 『母なる農村に生きて』家の光協会、2000年。ISBN 4259545523
- 『若月俊一―農村医療にかけた30年 (人間の記録 (56)) 』日本図書センター、1997年。ISBN 4820542990
- 『五十歳からボケとたたかう (Jブックス)』労働旬報社、1997年。ISBN 4845104814
- 『ボランティアのこころ (福祉を創る本) 』労働旬報社、1993年。ISBN 484510282X
- 『45歳から老化をふせぐ』労働旬報社、1990年。ISBN 4845101491
- 『医療に生きる―民衆のなかへ―若月俊一物語』旬報社、1985年。ISBN 4845120143

ほか。

## 関連書籍
- 監修若月俊一、「佐久病院史」作製委員会編『佐久病院史』 勁草書房、1999年。ISBN 4326200413
- 南木佳士『八十八歳の秋―若月俊一の語る老いと青春』岩波書店、1999年。ISBN 4000029738
- 南木佳士 『信州に上医あり―若月俊一と佐久病院』岩波新書、1994年。ISBN 4004303206
- 島田賢司「若月俊一博士物語～おらが国の大名医」(ジャンプスーパーコミックス「王者のバット」収録/絶版)